# Chi Cá voi hoa tiêu
Chi Cá voi hoa tiêu (danh pháp khoa học: Globicephala) là một chi thuộc Họ Cá heo đại dương. Chi này có hai loài đang tồn tại. Hai loài này là không dễ dàng phân biệt trên biển và phân tích của hộp sọ là cách tốt nhất để biết sự khác biệt giữa chúng. Giữa hai loài, cá voi hoa tiêu có phạm vi phân bố trong vùng biển gần với cá voi hoa tiêu vây dài sống ở vùng nước lạnh và cá voi hoa tiêu vây ngắn sống ở vùng biển nhiệt đới và cận nhiệt đới trên toàn thế giới. Cá voi hoa tiêu là một trong những loài cá heo lớn nhất, kích thước chỉ bị vượt qua bởi cá voi sát thủ.
Cá voi hoa tiêu chủ yếu ăn cá mực, nhưng cũng ăn cá. Chúng có tính xã hội cao và nghiên cứu cho rằng cả con đực và con cái vẫn còn trong tốp của các bà mẹ, một đặc điểm bất thường giữa các động vật có vú, cũng được tìm thấy trong một số cộng đồng cá voi sát thủ. Cá voi hoa tiêu vây ngắn cũng là một trong vài loài động vật có vú nơi phụ nữ đi qua thời kỳ mãn kinh,

## Các loài
- Globicephala macrorhynchus: cá voi hoa tiêu vây ngắn
- Globicephala melas: cá voi hoa tiêu vây dài